# Křivatec český

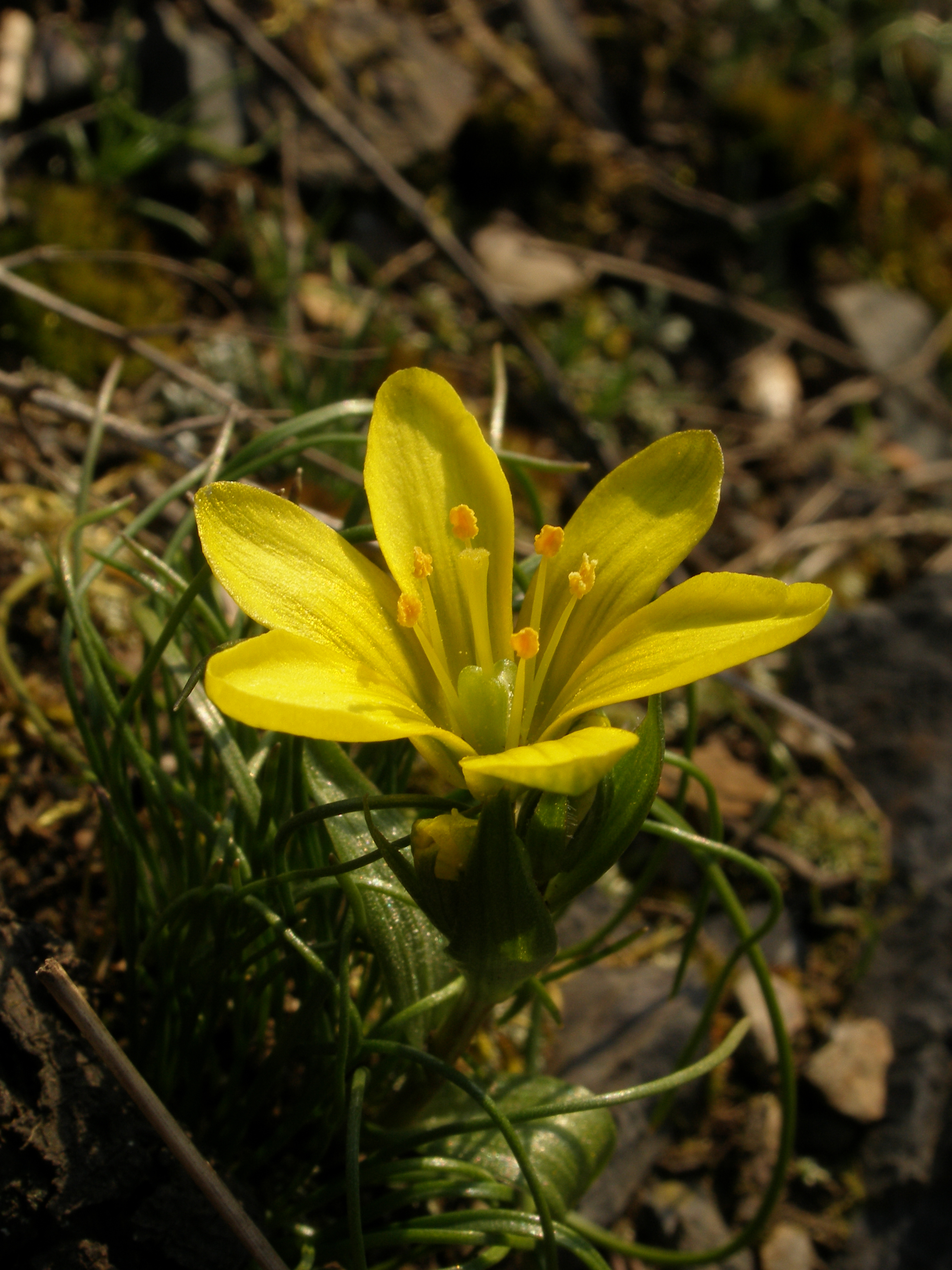
Jednotlivý květ křivatce českého

Křivatec český (Gagea bohemica) je drobná, do 10 cm vysoká cibulnatá jednoděložná rostlina, která vykvétá na konci zimy nebo začátkem jara zářivě žlutými květy. Kvete velmi brzy, je jednou z nejčasnějších rostlin v celé střední Evropě. V české krajině je původním druhem, semena ale vytváří velmi vzácně a je považován za ohrožený vymizením.

## Rozšíření
Bylina má areál rozlehlý, ale značně disjunktivní, zabírá hlavně teplé oblasti mírného pásma. Na severozápadě začíná na Britských ostrovech, na západě v Portugalsku, Španělsku a Francii a přes střední Evropu sahá až na Balkán, Ukrajinu, jih evropské části Ruska až po oblast Kavkazu. Za centrum výskytu jsou považované hlavně evropské země omývané Středozemním mořem. Mimo Evropu dále roste v Maroku a Alžírsku na severu Afriky a v Turecku, Libanonu a Sýrii na jihozápadě Asie.
Ve střední Evropě se oblast výskytu rozpadá do několika od sebe izolovaných arel, ty se rozkládají v Německu hlavně ve spolkových zemích Porýní-Falcku a Sasku-Anhaltsku, v Rakousku ve spolkových zemích Dolních Rakousích a Burgenladsku, v České republice ve středních Čechách a na jihozápadě Moravy a dále na jihozápadním Slovensku a na severu a jihu východního Maďarska.

## Ekologie
Tento jarní geofyt se s ohledem na svůj drobný vzrůst vyskytuje na místech, kde není ohrožován konkurencí vyšších, mohutnějších rostlin. Roste nejvíce v nevýživné půdě na kyselém podloží, tvořeném hlavně usazenými a částečně metamorfovanými horninami, případně přímo u jejich výstupu na povrch, jako jsou břidlice, fylit, prachovec, křemenec nebo arenit. Je nelesní bylinou, obvyklá stanoviště bývají na osluněných místech s nezapojenou vegetací, kde je vysýchavá a jen mělká půda, na skalních terasách a v suchomilných trávnících, nejčastěji na místech s narostlými mechorosty. Listy rostliny vyrůstají již v pozdním podzimu a přetrvávají zimu. Květy se objevují na počátku vegetační sezony, za příhodných vegetačních podmínek může na osluněném stanovišti vykvést již koncem ledna, obvykle však kvete v březnu a dubnu. Nedlouho po odkvětu lodyha i listy usychají.
Z hlediska dlouhodobého přežití druhu je významná okolnost, že rostliny často kvetou a jsou opylovány, přesto nevytvoří žádná semena. Rozšiřování je proto značně omezeno jen na blízké okolí prostřednictvím dceřiných cibulek, které mohou být větrem odneseny jako součást erodované půdy. Tato vlastnost je patrně dána chybou v průběhu meiózy, podle experimentálního pozorování se u klíčivého pylu vytváří normální pylová láčka, jež proroste do zárodečného vaku a dojde k oplození, ale zygota se již dále nevyvíjí.
Jako většina vegetativně se množících druhů je málo odolný ke změnám na stanovištích, se kterými se vzhledem k nízké genetické variabilitě nesnadno vyrovnává. Proto je obecně velmi vzácnou rostlinou, která často ze stanoviště náhle vymizí. Křivatec český je na českém území pentaploidní 2n = 5x = 60.

## Popis
Velmi drobná cibulovina, vysoká jen 2 a za květu 6 cm, jež ojediněle dosáhne 10 cm. Má dvě nestejně velké kuželovité cibule v jednom kožovitém obalu se společným podpučím (diskem). Větší cibule mívá v průměru asi 3 mm a tento rok vykvete, uschne a bude pro příští rok nahrazena novou. Menší cibule je velká jen 1,5 mm, tento rok sbírá živiny, přirůstá a pokvete až v dalším roce. Z každé z nich zespodu vyrůstá po obvodu jeden přízemní, asi 5 cm dlouhý, nitkovitý, často pokroucený list.
Květonosná lodyha vyrůstá uprostřed mezi cibulemi zespodu větší cibule, je přímá, jednoduchá, jen někdy se řídce větví v horní části pod květenstvím. Lodyha je zelená nebo načervenalá, porostlá dvěma až pěti přisedlými, chlupatými listy, které jsou obvejčité až široce kopinaté, na vrcholu dlouze špičaté a směrem vzhůru se zmenšují.
Na vrcholu lodyhy vyrůstá nejčastěji jeden, řidčeji dva, velmi ojediněle až pět žlutých květů. Mají chlupatou nebo lysou, na průřezu okrouhlou stopku, jsou oboupohlavné, zvonkovité až kolovitě rozestálé. Každý květ má ve dvou kruzích šest okvětních lístků 12 až 18 mm dlouhých, které jsou obvejčité či podlouhlé až obkopinaté, u báze mají drobná nektaria. Jsou žluté, z vnější strany nazelenalé, lysé nebo chlupaté a často s červenohnědým proužkem. V květu je ve dvou kruzích šest tyčinek s tenkými nitkami a podlouhlými prašníky. Gyneceum je srostlé ze tří plodolistů. Semeník je svrchní, eliptický, na vrcholu někdy mírně prohloubený a po stranách křídlatý, má tři oddíly a v každém po větším počtu vajíček. Čnělka je přímá, tenká a nese třílaločnou bliznu. Na květy se slétá hmyz pro nektar i pyl.
Plod je eliptická tobolka obsahující nahnědlá semena podlouhlého tvaru. Křivatec český ve střední Evropě semena téměř nikdy netvoří a stejně tak jsou vzácností i tobolky.

## Taxonomie
Křivatec český je považován za kritický taxon, je morfologicky i karyologicky velmi variabilní a nahlíží se na něj nejednotně. Podle různých autorů lze rozlišovat několik samostatných druhů nebo naopak pouze jeden velmi variabilní druh. Ve střední Evropě je různými autory obvykle rozlišováno několik taxonů na různé úrovni.
Rostlina označovaná jako "křivatec český skalní" je považována za západoevropský taxon, který byl v Německu původně popsán jako součást komplexu křivatce českého. Od "křivatce českého pravého" se křivatec český skalní odlišuje menšími květy s podlouhlými až obkopinatými okvětními lístky z vnější strany chlupatými, hustě chlupatou květní stopkou a malou prohlubní na vrcholu semeníku. Kvůli taxonomickým obtížím jej mnoho odborníků neuznává, a proto není jeho přesné rozdělení známo, byl pouze ojediněle hlášen z Německa, Francie, Švýcarska a snad i Slovenska. V České republice se vyskytuje na střední Moravě u Náměště na Hané a u Seničky nedaleko Litovle. Obě populace jsou velmi malé a ohrožené sekundární sukcesí.

## Ohrožení
V české přírodě je tento druh ohrožován fyzickým ničením stanovišť, nechtěnou eutrofizací při hnojení blízkých polí za účelem zvýšení výnosnosti nebo zarůstáním úporným šířením náletových dřevin a vzrůstných plevelů. Druh křivatec český je proto v Česku klasifikován "Vyhláškou MŽP ČR č. 395/1992 Sb. ve znění vyhl. č. 175/2006 Sb." i "Červeným seznamem ohrožených druhů České republiky" z roku 2017 jako taxon silně ohrožený (§2), (C2r).
Mnohem vzácnější poddruh křivatec český skalní je "Červeným seznamem ohrožených druhů České republiky" z roku 2017 hodnocen jako taxon kriticky ohrožený (C1r). Na Slovensku je tento poddruh snad již dokonce vyhynulý, v Německu prokazatelně roste ve spolkové zemi Porýní-Falcku.